# ما وراء الأسود
ما وراء الأسود هي رواية صدرت عام 2005 للكاتبة الإنجليزية هيلاري مانتل. رشحت في القائمة القصيرة لجائزة المرأة للخيال لعام 2006.

## ملخص الحبكة
الشخصية الرئيسية في الرواية هي وسيطة تُدعى أليسون هارت، والتي تأخذ مساعدتها/شريكتها التجارية/مديرتها كوليت، وتسافر إلى أماكن في جميع أنحاء المقاطعات الرئيسية وتوفير لجمهورها نقطة اتصال بين هذا العالم والآخر. ظاهريًا، تبدو أليسون وكأنها امرأة سعيدة ومحظوظة، لكن هذه الشخصية ليست سوى قناع ترتديه أمام الجمهور. في الحقيقة، لقد أصيبت بصدمة شديدة بسبب الذكريات والأشباح من طفولتها، ومعرفة أن الحياة الآخرة ليست المكان الرائع الذي الذي يتصوره زبائنها في كثير من الأحيان. لقد أمضت معظم القصة في محاولة طرد شياطينها، وفي النهاية تكون قادرة على التغلب عليها.

## وصلات خارجية
- 2006 Orange Prize for Fiction
- Profile of Hilary Mantel in The New Yorker نسخة محفوظة 27 July 2005 على موقع واي باك مشين.